# Roman Darowski
Roman Darowski (ur. 12 sierpnia 1935 w Szczepanowicach, zm. 15 stycznia 2017) – polski jezuita, filozof, profesor nauk humanistycznych, nauczyciel akademicki i długoletni dziekan Wydziału Filozoficznego Akademii Ignatianum w Krakowie.

## Życiorys i działalność
Do zakonu jezuitów wstąpił w 1951, zaś święcenia kapłańskie przyjął w 1961 w Warszawie.
Studiował filozofię na Wydziale Filozoficznym Towarzystwa Jezusowego w Krakowie (1955–1958), następnie teologię na Wydziale Teologicznym warszawskiego Bobolanum (1958–1962), a później znowu filozofię na Uniwersytecie Gregoriańskim w Rzymie (1963–1966), gdzie w 1966 uzyskał doktorat z filozofii na podstawie pracy pt. La théorie marxiste de la vérité. Następnie studiował filozofię na Uniwersytecie w Monachium (1966/67). Habilitował się w 1990 na Wydziale Filozoficznym PAT w Krakowie na podstawie oceny dorobku naukowego i rozprawy pt. Filozofia w szkołach jezuickich w Polsce w XVI wieku. Od 1969 był profesorem nadzwyczajnym, a od 1990 profesorem zwyczajnym.
W pracy naukowej zajmował się głównie filozofią człowieka oraz historią filozofii w Polsce, szczególnie filozofią jezuitów. W swej filozofii znajdował inspirację w tradycji arystotelesowsko-tomistycznej, uwzględniając jednak nowszą myśl filozoficzną, zwłaszcza nurtu personalistycznego i aksjologicznego, oraz osiągnięcia nauk przyrodniczych.
Zmarł 15 stycznia 2017, w 82. roku życia, 66. powołania zakonnego i 56. kapłaństwa. Został pochowany na cmentarzu Rakowickim w Krakowie (pas 37, płd.).

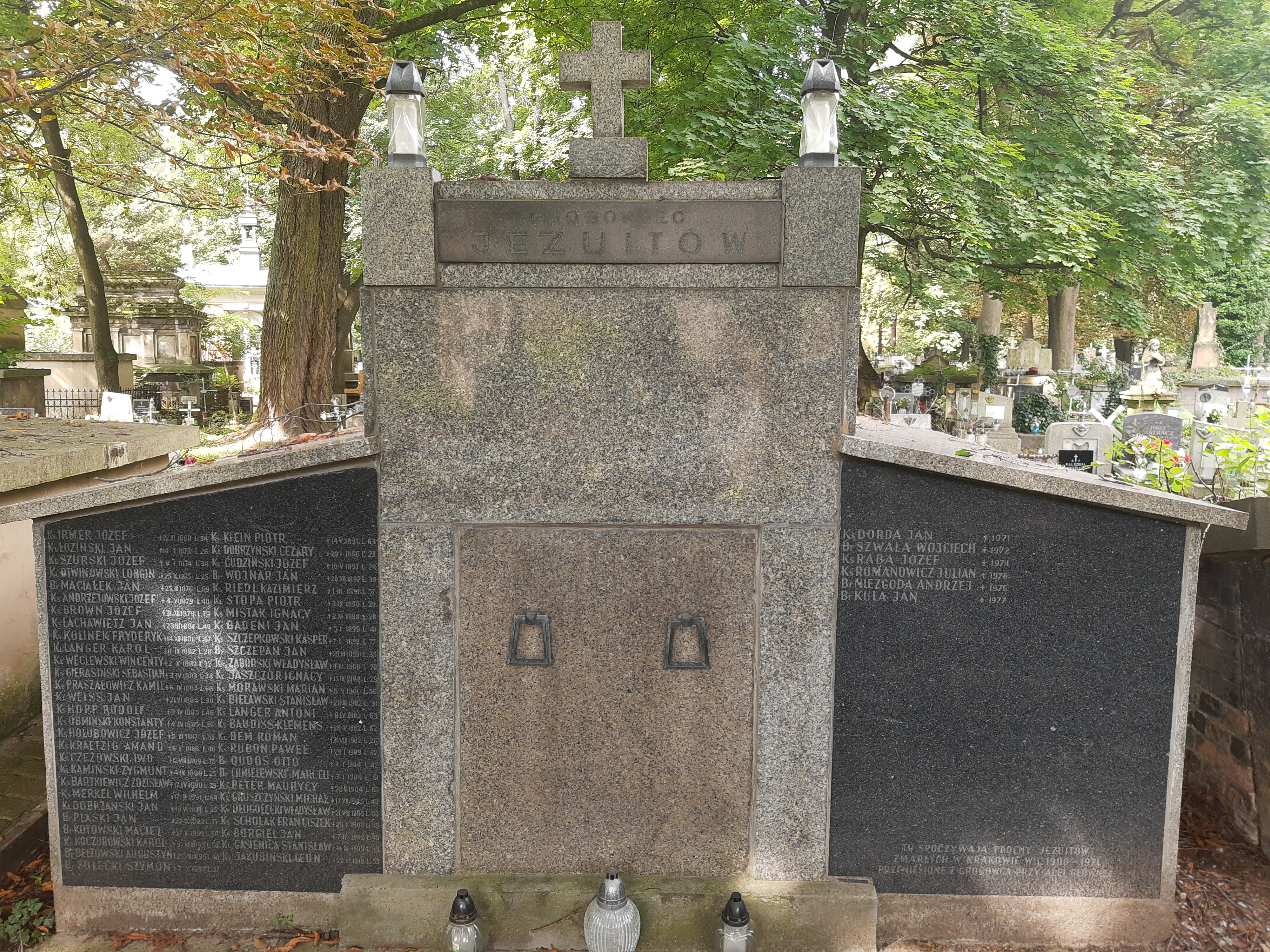
Grobowiec jezuitów na cmentarzu Rakowickim

## Publikacje
- Człowiek i świat. Szkice filozoficzne (1972)
- La théorie marxiste de la vérité (1973)
- Człowiek: istnienie i działanie (1974)
- Otwarci w wierze (1974)
- La philosophie en Pologne après la seconde guerre mondiale (1975)
- Studia z historii filozofii (1980)
- Szczepanowice nad Dunajcem. Dzieje wsi, parafii katolickiej i gminy kalwińskiej (1993)
- Filozofia w szkołach jezuickich w Polsce w XVI wieku (1994)
- Wojciech Sokołowski SJ (1586-1631) i jego filozofia (1995)
- Filozofia człowieka (1995)
- Poglądy filozoficzne Antoniego Skorulskiego SJ (1715-1777) (1996)
- Studia z filozofii jezuitów w Polsce w XVII i XVIII wieku (1998)
- Studies in the Philosophy of the Jesuits in Poland in the 16th to 18th Centuries (1999)
- Filozofia jezuitów w Polsce w XX wieku (2001)
- Filozofia człowieka: Zarys problematyki – Antologia tekstów, wyd. 3. rozszerzone (2002)
- Szczepanowice nad Dunajcem. Dzieje wsi, parafii katolickiej i gminy kalwińskiej, wyd 2. rozszerzone (2004)
- Szczepanowice nad Dunajcem. Dzieło zbiorowe pod red. R. Darowskiego (2005)
- Ks. Jan Sieg SJ, 1919-2001 (2005)
- Philosophiae & Musicae. Księga Pamiątkowa z okazji Jubileuszu 75-lecia urodzin Księdza Profesora Stanisława Ziemiańskiego SJ. Red. R. Darowski (2006)
- „Tezy z całej filozofii” z Krakowskiego Kolegium Jezuitów (1894) (2007)
- Filozofia człowieka: Zarys problematyki – Antologia tekstów, wyd. 4. zmienione i uzupełnione (2008)
- Ks. Piotr Skarga SJ (1536-1612). Życie i dziedzictwo. Red. Roman Darowski i Stanisław Ziemiański (2012)
- Filozofia jezuitów na ziemiach dawnej Rzeczypospolitej w XIX wieku (2013)
- Philosophical Anthropology. Outline of fundamental problems (2014).
- Fragmenta philosophica. Wybrane prace  Romana Darowskiego SJ wydane z okazji 80-lecia jego urodzin (2015)
- Filozofia człowieka: Zarys problematyki – Antologia tekstów, wyd. 5. poprawione i uzupełnione (2015)
- Logica Marcina Śmigleckiego. Wprowadzenie, przegląd zagadnień, antologia tekstów (2016, współautor Franciszek Bargieł)[5]